# Односи Румуније и Украјине
Румунско-украјински односи су спољни међудржавни односи између Румуније и Украјине . Дипломатски односи обе земље успостављени су најпре 9. фебруара 1918. године, а поново успостављени 1992. године, након пада комунизма и међународног признања независности Украјине. 2020. године најављено је да ће на територији Румуније бити отворен украјински конзулат у граду Сигету Мармацију . 

## Спорови
Обе државе су водиле преговоре о свеобухватном споразуму о пријатељству и сарадњи годинама уназад, али неслагање око власништва над Змијским острвом и, што је још важније, резервама нафте и гаса, као и северне границе Румуније са Украјином, раздвојило је две стране. У јуну 1997. Румунија је потписала билатерални споразум са Украјином којим су, између осталог, решена територијална питања и права националних мањина која су ометала развој односа између две земље:
- Спор између Румуније и Украјине око граница у близини Змијског острва (око 50 км источно од Сулине ) и њеног континенталног појаса Црног мора испод којег могу постојати значајна налазишта гаса и нафте, решен је након пресуде Међународног суда правде из 2009. године.
- Спор између Румуније и Украјине око изградње канала Бистроје формално остаје нерешен.

## Историја
Министар националне одбране Румуније и министар одбране Украјине потписали су 5. септембра 2020. године споразум о техничкој и војној сарадњи. 
4. априла 2022. године, током инвазије Русије на Украјину 2022. године, Зеленски је одржао говор у парламенту Румуније .   Крајем месеца (тачније 26. априла), група румунских званичника посетила је Кијев, обећавајући већу и свеобухватну сарадњу између Румуније и Украјине.  Након тога, руска хакерска група започела је кампању сајбер напада на румунску владу и друге званичне веб странице. 
19. априла 2022. године Румунија је најавила планирану реформу владине уредбе која регулише извоз војног наоружања како би се ово оружје обезбедило не само савезницима у НАТО- у већ и Украјини.  Министарство одбране израдило је нацрт уредбе у којој се наводи да је разлог за доношење ове одлуке руска агресија на Украјину. 

### Поморско разграничење
Статус Змијског острва био је важан за разграничење епиконтиненталног појаса и ексклузивних економских зона између две земље. Уколико би острво било признато као острво, онда би континентални појас око њега требало сматрати украјинском територијом. Да Змијско острво није острво, већ стена,  онда би, у складу са међународним правом, поморску границу између две државе требало повући без узимања у обзир локације острва.
Председник Румуније Јон Илијеску и председник Русије Владимир Путин потписали су 4. јула 2003. године споразум о пријатељству и сарадњи. Румунија је обећала да неће доводити у питање територије Украјине и Молдавије, које је изгубила од Совјетског Савеза после Другог светског рата, али је документом затражено да Русија као пуноправна држава наследница Совјетског Савеза призна своју одговорност за оно што се догодило у прошлости. 
16. септембра 2004. године румунска страна поднела је тужбу против Украјине Међународном суду правде (МСП) у спору у вези са поморском границом између две државе у Црном мору. 
Украјина је 2007. године основала мало насеље Биле на острву, које је критиковала Румунија.
Дана 3. фебруара 2009. МСП је донео своју пресуду, којом је морско подручје Црног мора подељено дуж линије која је била између захтева сваке земље. Суд се позвао на тест диспропорционалности приликом одлучивања о спору.

## Стална дипломатска представништва
- Румунија има амбасаду у Кијеву и генералне конзулате у Черновцима и Одеси и конзулат у Солотвину.
- Украјина има амбасаду у Букурешту.